# 日向岬
日向岬（ひゅうがみさき）または細島半島（ほそしまはんとう）は、宮崎県日向市の海岸沿いにある景勝地である。日向岬の秀麗なリアス式海岸は日豊国定公園の南端部に位置しており、独特な地形及び植生が保護されている。日向岬には日向灘と地形を望む観光地が点在し、行楽シーズンには多くの観光客でにぎわう観光スポットとしての側面もある。

## 地理
日向岬の柱状節理は、2018年（平成30年）2月13日に国の天然記念物に指定されている。約1,500万年前の九州東部で起こった大規模な火山活動によって火砕流が広がり、堆積して溶結した地層が、海水によって急激に冷却されることで柱状節理が発達した結果、現在の地形が形成されたといわれている。
日向岬の東端から約4.5キロメートルの海岸は、高さ50メートルの断崖である馬ヶ背の断崖絶壁を含めて複雑なリアス式海岸が続いている。

## 主な観光名所
- 馬ヶ背
- 願いが叶うクルスの海
- 細島灯台
- 米の山展望台
- 日向岬グリーンパーク
- 日向岬ヘアピンカーブ - スバル・レヴォーグのCMに登場する[4]

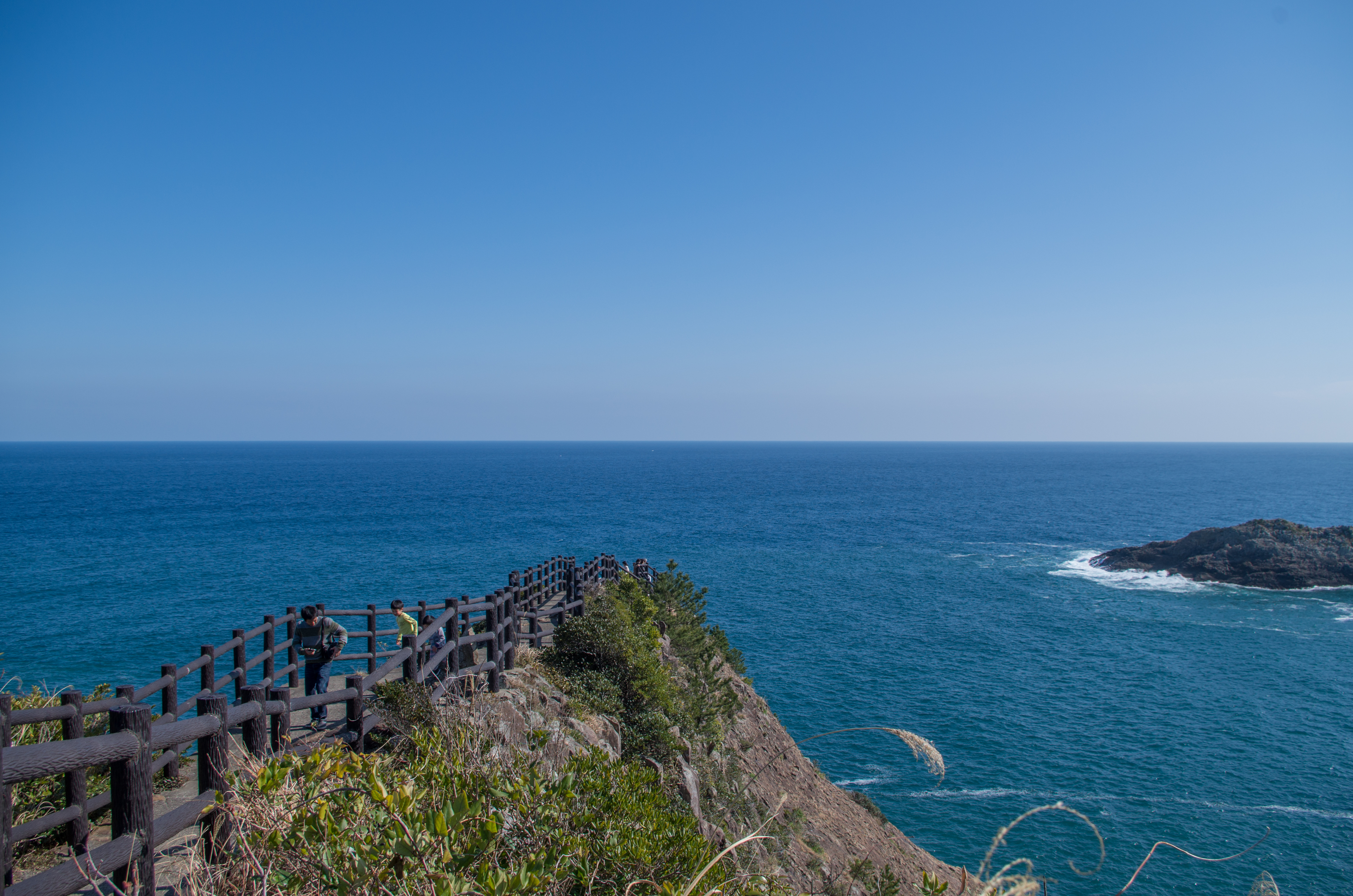
馬ヶ背の断崖絶壁からさらに奥にいったところの展望台。
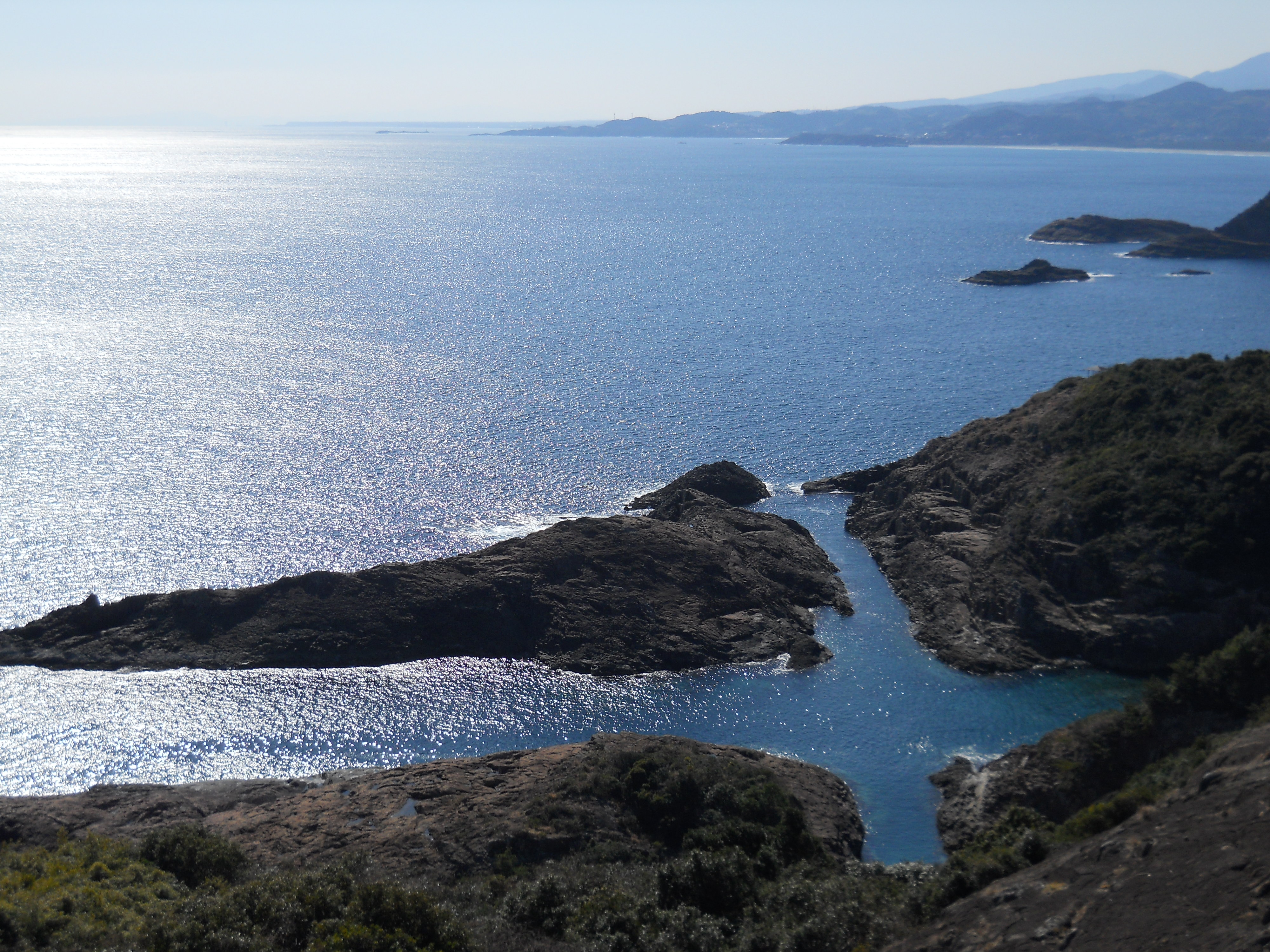
願いが叶うクルスの海。十字に裂けた岩場が特徴的。
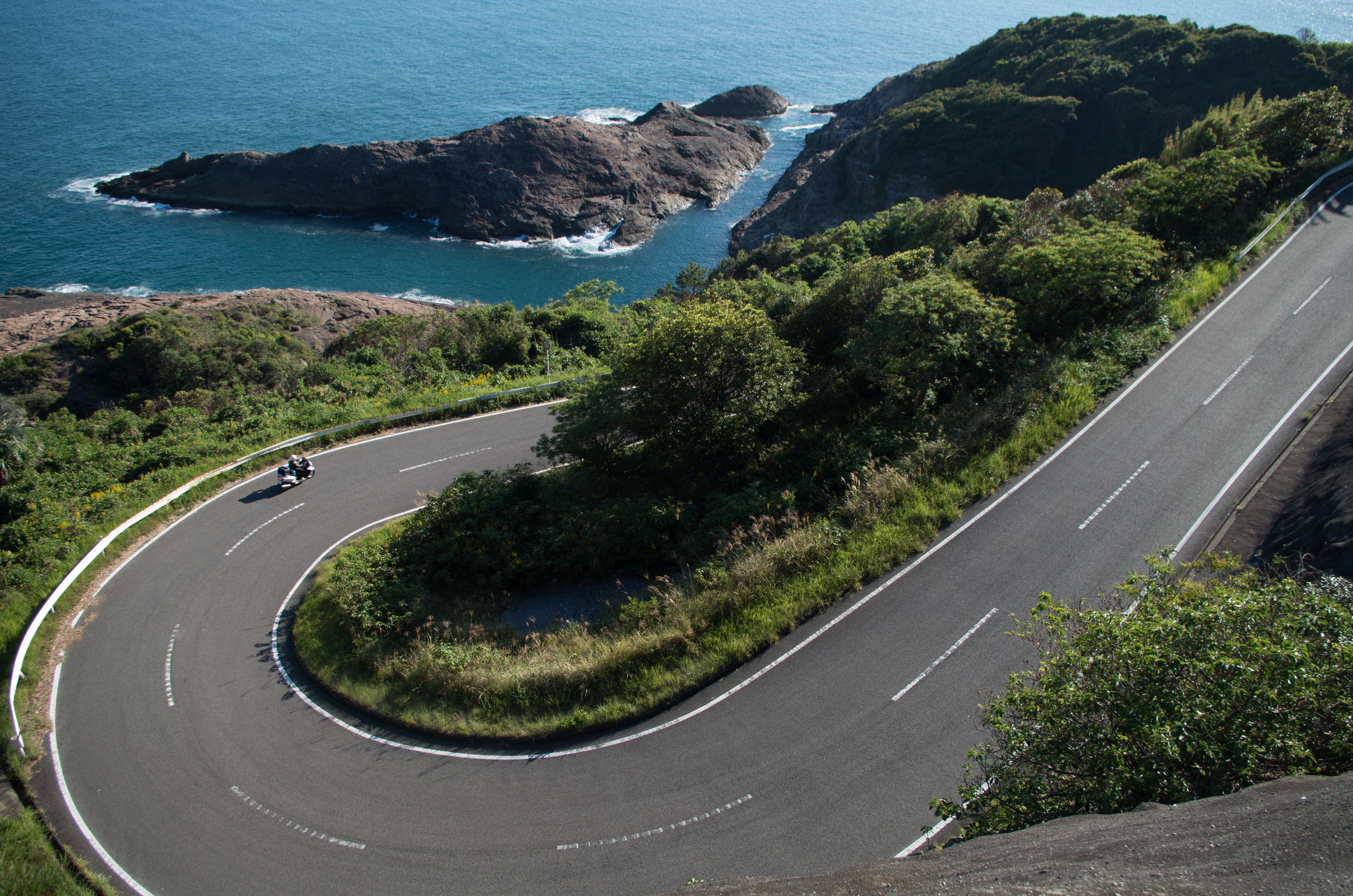
日向岬にあるヘアピンカーブ。
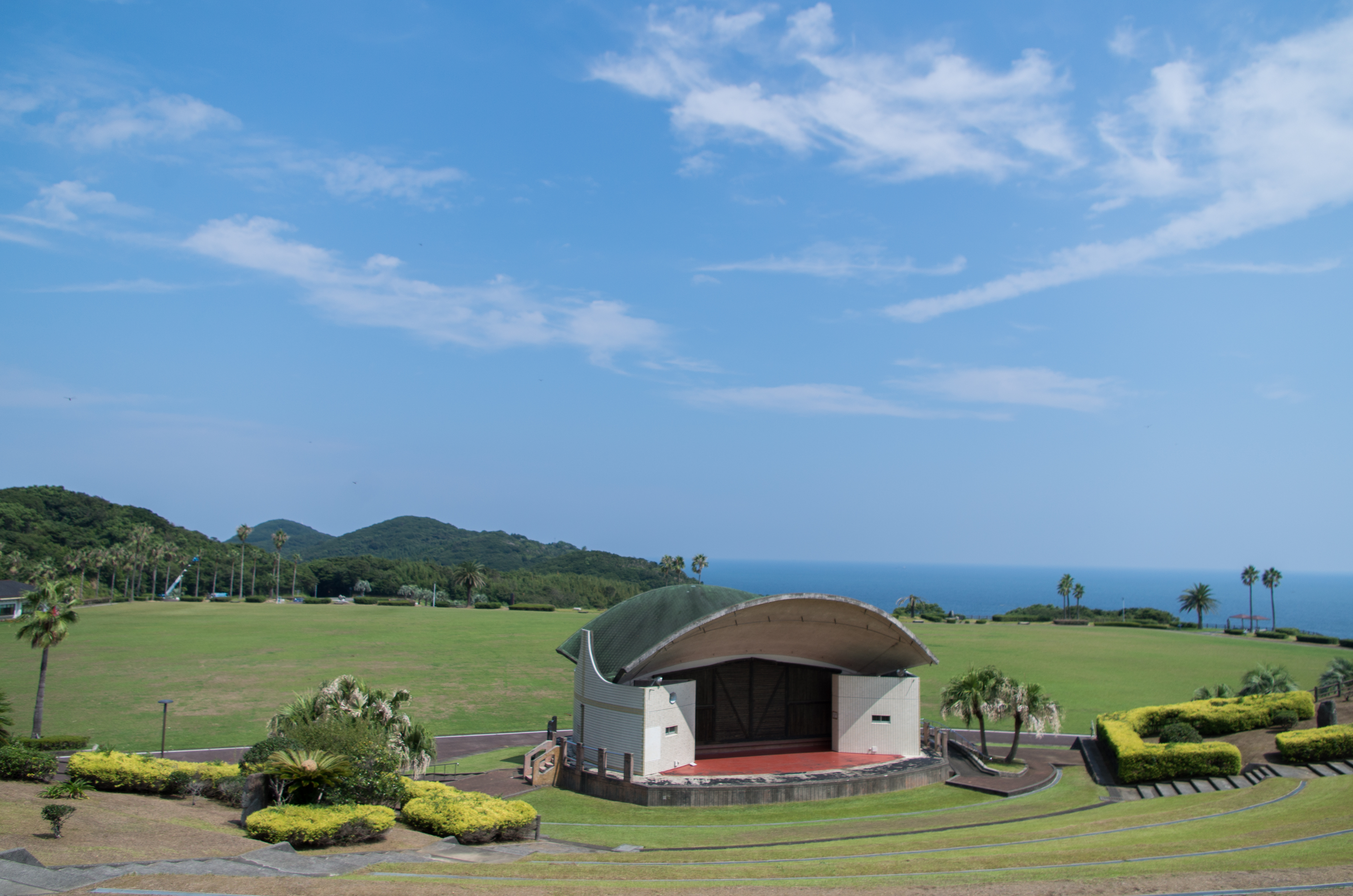
日向岬グリーンパーク。市民憩いの場として野外美術展やスポーツイベントが行われる。
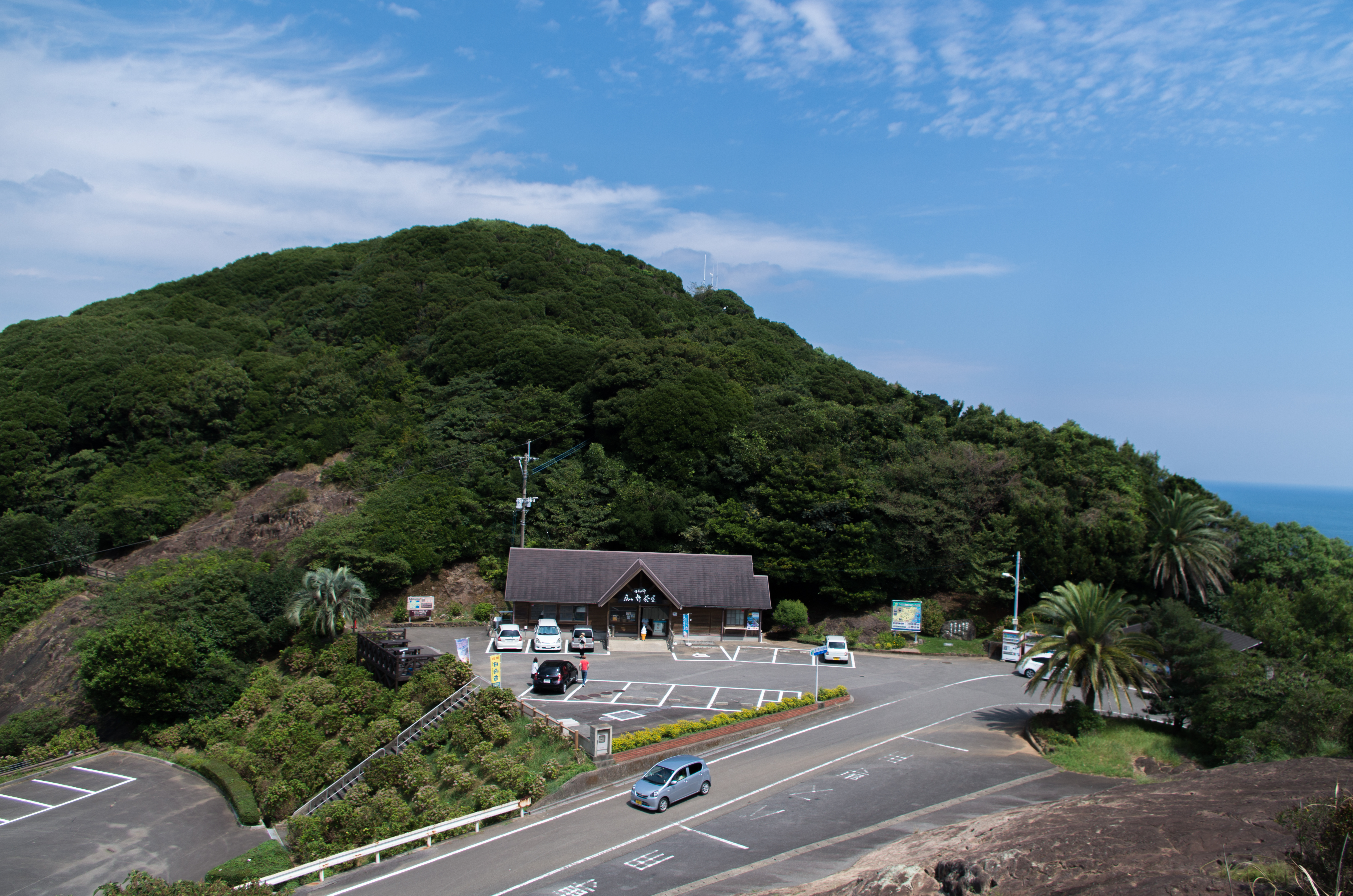
馬ヶ背茶屋。馬ヶ背突端に向かう駐車場の敷地内にある。

## 交通
- 九州旅客鉄道 日向市駅から宮崎交通バス「御鉾ヶ浦公園」で下車（所要約15分）、その後徒歩で約10分
- 東九州自動車道日向ICから車で約15分
- 日向市駅から車で約15分